# Coleophora pulchripennis
Coleophora pulchripennis é uma espécie de mariposa do gênero Coleophora pertencente à família Coleophoridae.